# Friedrich Gustav Bienemann (Historiker, 1860)
Friedrich Gustav Bienemann (* 19. Juni 1860 in Arcis (Bessarabien); † 4. August 1915 in Riga) war ein deutschbaltischer Historiker.

## Leben
Bienemann besuchte das Gouvernements-Gymnasium in Mitau, dann 1877–1879 das Landesgymnasium Fellin. Er studierte seit 1879 zunächst Philologie, dann Theologie und schließlich Geschichte an der Kaiserlichen Universität Dorpat, wo er Mitglied der Livonia wurde. Nach seinem Examen 1885 setzte er seine Studien in Straßburg fort, wo er 1886 zum Dr. phil. promoviert wurde. Nach seinem Examen als Oberlehrer in Dorpat unterrichtete er von 1887 bis 1892 am Landesgymnasium Birkenruh, danach leitete er bis 1899 ein Knabenpensionat in Riga, daneben war er von 1894 bis 1903 auch Bibliothekar der Gesellschaft für Geschichte und Altertumskunde der Ostseeprovinzen Russlands. 1903 wurde er Herausgeber und Redakteur der Baltischen Monatsschrift, 1905 auch Mitarbeiter der Düna-Zeitung. Seit 1897 war er korrespondierendes Mitglied der Estländischen Literärischen Gesellschaft.

## Schriften
- zahlreiche Abhandlungen zur baltischen Geschichte
- Geschichte der evangelisch-lutherischen Gemeinde zu Odess.  Odessa 1890.
- Die Katastrophe der Stadt Dorpat während des Nordischen Krieges. Reval 1902.
- In memoriam. Rückblicke auf das livländische Landesgymnasium Kaiser Alexander II zu Birkenruh. Zugleich als letzter Bericht über den Bestand der Anstalt. Nebst drei Beilagen. W. F. Häcker Riga 1892 (Digitalisat).

## Herausgeberschaften
- Livländisches Sagenbuch. Reval 1897 Internet Archive.
- Altlivländische Erinnerungen. Reval 1911.
- Baltische Erinnerungsblätter. Riga 1912.
- Aus vergangenen Tagen. Reval 1913.